# Мбу, Мэтью
Мэтью Таво Мбу (англ. Matthew Tawo Mbu; 20 ноября 1929, Окунди, Кросс-Ривер, Колониальная Нигерия — 6 февраля 2012, Лондон, Великобритания) — министр иностранных дел Нигерии (1993).

## Биография
В 1959 г. по окончании лондонского Университетского колледжа получил диплом магистра права.
Его политическая карьера началась в Нигерии еще до обретения страной независимости:
- 1952—1955 гг. — член парламента,
- 1954—1955 гг. — министр труда,
- 1955—1959 гг. — Верховный комиссар в Великобритании,
- 1960—1966 гг. — член парламента независимой Нигерии, в этот период одновременно являлся министром обороны и Военно-Морского Флота,
- 1966—1967 гг. — посол в США,
- 1967—1979 гг. — председатель комиссии по государственной службы Восточной Нигерии,
- 1979—1981 гг. — первый заместитель председателя Нигерийской народной партии (ННП),
- 1981—1983 гг. (после преобразования ННП) — первый заместитель председателя Национальной партии Нигерии,
- 1993 г. — министр иностранных дел Нигерии.